# 梧州路
梧州路，元朝时设置的路。
至元十六年（1279年）升梧州置，治所在苍梧县（今广西壮族自治区梧州市）。辖境有今广西壮族自治区梧州市及苍梧县地。明朝洪武元年（1368年），改为梧州府。